# 聖羅薩省
聖羅薩省 （Santa Rosa）是瓜地馬拉南部的一個省，南臨太平洋。面積2,955平方公里，2003年人口301,370人。首府奎拉帕。
1852年5月8日設省。下分14個自治市。
1. ↑  Citypopulation.de Population of departments in Guatemala